# Sandra Reemer

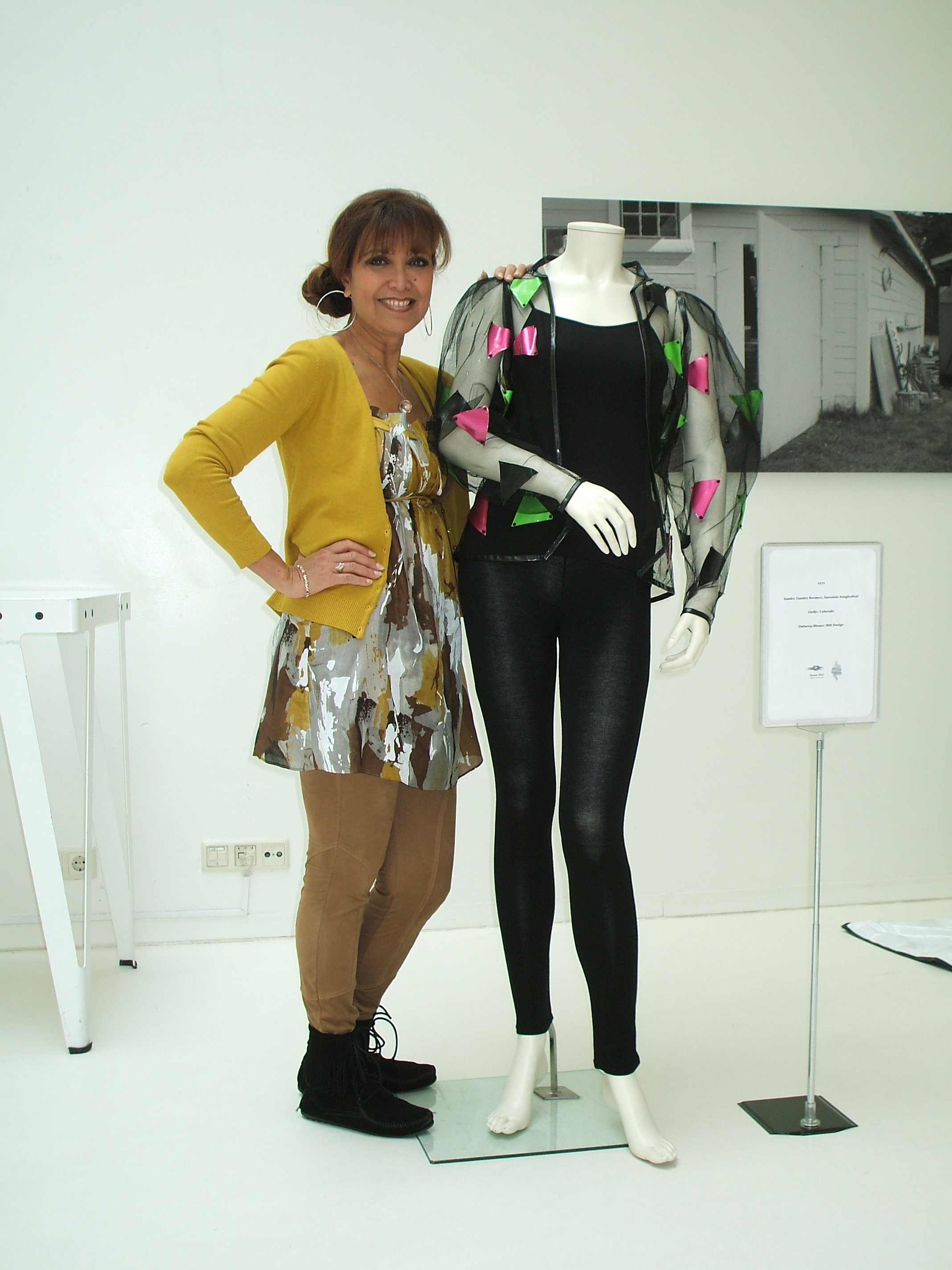
Sandra Reemer visar upp kläderna hon använde i Eurovision Song Contest 1979.
Bild från 2010.

Barbara Alexandra (Xandra/Sandra) Reemer, född 17 oktober 1950 i Bandung, Indonesien, död 6 juni 2017 i Amsterdam, Nederländerna, var en nederländsk sångerska och presentatör.
Reemer tävlade tre gånger i Eurovision Song Contest. Hon representerade Nederländerna 1972 (Als het om de liefde gaat, som blev fyra), 1976 (The Party's Over, gav en nionde plats) och 1979 (Colorado, slutade på tolfte plats). Hon var även med i kören i 1983 års bidrag med Bernadette (Sing Me a Song, som blev sjua).
I Sverige sjöng Karin och Anders Glenmark in det nederländska bidraget från 1972 med titeln Hur går det till. Låten låg på Svensktoppen i sex veckor.